# Bathynoe nodulosa
Bathynoe nodulosa är en ringmaskart som beskrevs av E. Ditlevsen 1917. Bathynoe nodulosa ingår i släktet Bathynoe och familjen Polynoidae. Arten har ej påträffats i Sverige. Inga underarter finns listade i Catalogue of Life.